# Аш, Роланд
Ро́ланд Аш (нем. Roland Asch, род. 12 октября 1950, Алтинген, близ Тюбингена) — немецкий автогонщик.
Его гоночная карьера началась в 1973 г. в слаломных гонках, где он оставался до 1981 г. пока не стал чемпионом Германии. После гонки в DRM Аш перешёл в ДТМ в 1984 г.с командой Warsteiner Carsport Racing, а в 1985 г. проводит полный сезон. После нескольких гонок в 1986 г. Аш возвращается на полное расписание в 1988 г. заводским гонщиком Мерседес (причем опять с Warsteiner Carsport Racing, за которую он выступал большую часть своей карьеры), регулярно финишируя на подиумных позициях. Однако чемпионом в ДТМ он так и не стал, несмотря на 5 побед в 173 гонках. После 1994 г. он переходит в немецкий Супертуринг (STW), в котором участвует до самого его прекращения в 1999 г. (всего 91 гонка)
Параллельно с ДТМ, Аш с 1986 г. выступал в Кубке Порше 944, а затем его преемнике Кубке Порше Каррера (с 1990 г.), став 4 раза чемпионом (1987, 1988, 1989, и один раз в Кубке Каррера — в 1991 г.). В 1999 г. он возобновляет выступления в Кубках Порше — Немецком и Суперкубке — с разной степенью интенсивности и продолжает до 2005 г. Кроме того, Роланд Аш участвовал в серии V8Stars все её 3 года.
После 2005 г. Роланд Аш прекращает активную гоночную карьеру и следит за карьерой своего сына Себастьяна, который с 2005 г. выступает в Суперкубке СЕАТ Леон, из которого ушёл в 2007 г. вице-чемпионом и сейчас выступает в гонках ГТ. Кроме того, Аш имеет автомобильный бизнес в Аммерсбухе.